# Перишон, Пьер-Люк
Пьер-Люк Перишон (фр. Pierre-Luc Périchon); (род. 4 января 1987, Бурк-ан-Брес) — французский профессиональный шоссейный велогонщик, выступающий за команду мирового тура «Cofidis».

## Достижения

### Трек
2004
1-й  Чемпион Франции — Мэдисон (юниоры)
2005
2-й  Чемпионат Франции — Гонка по очкам (юниоры)
2006
2-й  Чемпионат Франции — Гонка по очкам U23
2007
3-й  Чемпионат Франции — Мэдисон
3-й  Чемпионат Франции — Гонка по очкам U23
2007
2-й  Чемпионат Франции — Мэдисон
2011
2-й  Чемпионат Франции — Гонка по очкам

### Шоссе
2009
7-й Тур Эльзаса — Генеральная классификация
8-й Париж — Тур U23
2010
5-й Rhône-Alpes Isère Tour — Генеральная классификация
2011
1-й  Boucle de l'Artois
2-й Тур дю Луар и Шер — Генеральная классификация
1-й — Этап 2
2012
1-й Париж — Камамбер
9-й Этуаль де Бессеж — Генеральная классификация
2013
7-й Тур Бретани — Генеральная классификация
1-й — Этап 7
7-й Тро-Бро Леон
2014
4-й Тро-Бро Леон
8-й Chrono des Nations
2015
5-й Тро-Бро Леон
 Приз самому агрессивному гонщику на Этапе 14 Тур де Франс
2016
1-й — Этап 3 Тур Савойи
9-й Джиро ди Тоскана — Генеральная классификация
2017
1-й Дуо Норман (вместе с Антони Делапласом)
1-й  Тур Савойи — Горная классификация
1-й — Этап 5
4-й Чемпионат Франции — Групповая гонка
5-й Три дня Де-Панне — Генеральная классификация
2018
1-й Polynormande
8-й Чемпионат Европы — Групповая гонка
9-й Тур Ду 
2019
2-й Париж — Камамбер

## Статистика выступлений

### Гранд-туры
| Гранд-тур       | 2015 | 2016 | 2017 | 2018 | 2019 |
| --------------- | ---- | ---- | ---- | ---- | ---- |
| Джиро д’Италия  | —    | —    | —    | —    | —    |
| Тур де Франс    | 81   | 93   | 42   | —    | 57   |
| Вуэльта Испании | —    | —    | —    | —    | —    |

| —  | Не участвовал  |
| НФ | Не финишировал |